# Каламский тагбанва
Каламский тагбанва (Calamian Tagbanwa, «Unggoy») — филиппинский язык, на котором говорят в трёх общинах тагбанва северо-восточного побережья острова Палаван, в муниципалитетах Бусуанга, Корон, Кулион, Линапакан (каламская и линапаканская группы) на севере провинции Палаван на Филиппинах. У языка есть диалекты: барас, бинусванганен, бинатуанен, инаванваанен, киналамиананен (кинарамиананен), лининипакнен и тиналаанен. Киналамиананен и бинусуангаген тесно связаны между собой. Диалект барас на острове Палаван лексически на 94 % схож с каламским тагбанва. Также на 80 % похож на каламский диалект и диалект барас.